# Wendel (calciatore 1997)
Marcus Wendel Valle da Silva – meglio noto come Wendel – (Duque de Caxias, 28 agosto 1997) è un calciatore brasiliano, centrocampista dello Zenit San Pietroburgo.

## Caratteristiche tecniche
È un centrocampista centrale dotato di buona struttura fisica, abbinata ad una notevole corsa e resistenza atletica; abile nel tiro da lontano e nel recupero della palla, ha un ottimo senso della posizione.

## Carriera

### Club
Cresciuto nei settori giovanili di Tigres do Brasil, squadra della sua città natale, e Fluminense, esordisce in Série A il 14 maggio 2017, nella partita vinta per 3-2 contro il Santos.
Il 6 gennaio 2018 viene acquistato dallo Sporting Lisbona, con cui firma fino al 2023. Il 6 ottobre 2020 si trasferisce allo Zenit San Pietroburgo, legandosi con un quinquennale al club russo.

### Nazionale
Ha giocato nella nazionale brasiliana Under-23.

## Statistiche

### Presenze e reti nei club
Statistiche aggiornate al 20 novembre 2023.
| Stagione                | Squadra                 | Campionato              | Campionato | Campionato | Coppe nazionali | Coppe nazionali | Coppe nazionali | Coppe continentali | Coppe continentali | Coppe continentali | Altre coppe | Altre coppe | Altre coppe | Totale | Totale |
| Stagione                | Squadra                 | Comp                    | Pres       | Reti       | Comp            | Pres            | Reti            | Comp               | Pres               | Reti               | Comp        | Pres        | Reti        | Pres   | Reti   |
| ----------------------- | ----------------------- | ----------------------- | ---------- | ---------- | --------------- | --------------- | --------------- | ------------------ | ------------------ | ------------------ | ----------- | ----------- | ----------- | ------ | ------ |
| 2017                    | Fluminense              | A+A1/RJ                 | 33+9       | 5+1        | CB              | 5               | 0               | CS                 | 8                  | 1                  | PL          | 1           | 0           | 56     | 7      |
| gen.-giu. 2018          | Sporting Lisbona        | PL                      | 4          | 0          | TP+TL           | 0               | 0               | UEL                | -                  | -                  | -           | -           | -           | 4      | 0      |
| 2018-2019               | Sporting Lisbona        | PL                      | 21         | 1          | TP+TL           | 5+4             | 1+1             | UEL                | 3                  | 0                  | -           | -           | -           | 33     | 3      |
| 2019-2020               | Sporting Lisbona        | PL                      | 28         | 3          | TP+TL           | 0+4             | 0               | UEL                | 6                  | 0                  | SP          | 1           | 0           | 39     | 3      |
| sett.-ott. 2020         | Sporting Lisbona        | PL                      | 1          | 0          | TP+TL           | 0               | 0               | UEL                | 2                  | 0                  | -           | -           | -           | 3      | 0      |
| Totale Sporting Lisbona | Totale Sporting Lisbona | Totale Sporting Lisbona | 54         | 4          |                 | 13              | 2               |                    | 11                 | 0                  |             | 1           | 0           | 79     | 6      |
| ott. 2020-2021          | Zenit                   | PL                      | 15         | 2          | KR              | 1               | 0               | UCL                | 4                  | 0                  | SR          | -           | -           | 20     | 2      |
| 2021-2022               | Zenit                   | PL                      | 25         | 3          | KR              | 1               | 0               | UCL                | 6                  | 1                  | SR          | 1           | 0           | 32     | 4      |
| 2022-2023               | Zenit                   | PL                      | 25         | 8          | KR              | 7               | 0               | -                  | -                  | -                  | SR          | 1           | 1           | 33     | 9      |
| 2023-2024               | Zenit                   | PL                      | 13         | 4          | KR              | 2               | 0               | -                  | -                  | -                  | SR          | 0           | 0           | 16     | 4      |
| Totale carriera         | Totale carriera         | Totale carriera         | 101        | 10         |                 | 18              | 2               |                    | 23                 | 1                  |             | 2           | 0           | 180    | 25     |

## Palmarès

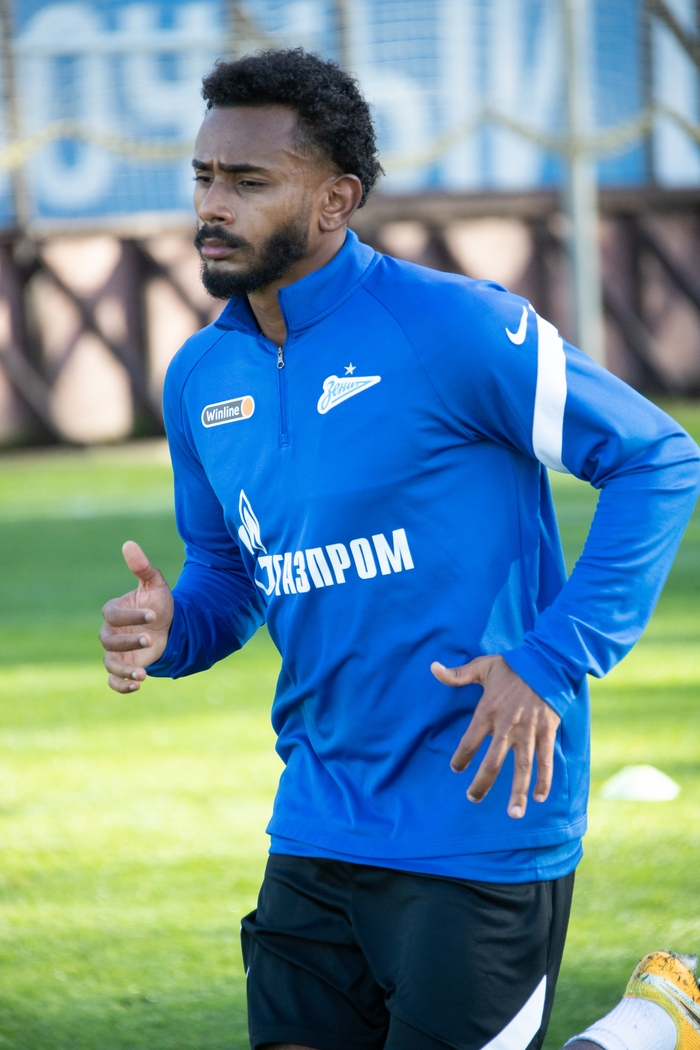
Marcus Wendel allo Zenit

- Coppa di Lega portoghese: 2

Sporting Lisbona: 2017-2018, 2018-2019
- Coppa del Portogallo: 1

Sporting Lisbona: 2018-2019
- Campionato russo: 4

Zenit: 2020-2021, 2021-2022, 2022-2023, 2023-2024
- Coppa di Russia: 1

Zenit: 2023-2024
- Supercoppa di Russia: 4

Zenit: 2021, 2022, 2023, 2024